# Ralph Tyrrell Rockafellar
Ralph Tyrrell Rockafellar (Milwaukee, 10 de fevereiro de 1935) é um matemático estadunidense.
Foi palestrante convidado do Congresso Internacional de Matemáticos em Varsóvia (1983).